# Бивер (Пенсилванија)
Бивер (енгл. Beaver) град је у америчкој савезној држави Пенсилванија.

## Демографија
По попису из 2010. године број становника је 4.531, што је 244 (-5,1%) становника мање него 2000. године.
| Група             | 2000.         | 2010.         |
| Белци             | 4.576 (95,8%) | 4.292 (94,7%) |
| Афроамериканци    | 126 (2,6%)    | 62 (1,4%)     |
| Азијати           | 13 (0,3%)     | 41 (0,9%)     |
| Хиспаноамериканци | 42 (0,9%)     | 76 (1,7%)     |
| Укупно            | 4.775         | 4.531         |